# نیو هپ (مینه‌سوتا)
نیو هپ (به انگلیسی: New Hope) شهری در شهرستان هنپین ایالت مینه‌سوتا در کشور ایالات متحده آمریکا است که جمعیت آن در سرشماری سال ۲۰۱۰ میلادی، ۲۰۳۳۹ نفر بوده‌است.